# 秘密 (オペラ)
『秘密』（ひみつ、チェコ語: Tajemství ）は、ベドルジハ・スメタナにより作曲された3幕のチェコ語オペラ。リブレットの作者は、前作『口づけ』から引き続き、エリシュカ・クラースノホルスカーである。1878年9月18日に、プラハのNové České Divadloでアドルフ・チェフの指揮の下、初演された。

## 背景
スメタナの前作のオペラ『口づけ』でリブレットを書いたクラースノホルスカーは、『口づけ』が初演された1876年11月8日から2週間後には、このオペラの構想をスメタナに伝えている。しかし、リブレットの詳細は、それから1877年7月まで、スメタナに伏せられたままであった。この時、草案の概要がスメタナの下に送られたが、これには、ジャン・ド・ラ・フォンテーヌのLes femmes et le secretを含むいくらかの文献が利用されていた。リブレットの作者であるクラースノホルスカーは、スメタナが当時居住していたヤケブニツェから見ることのできる、Bezdězの山々の中にあるBĕláの小さな町で活動していた。スメタナは、日に日に悪化する病と、それに合わせて生じる抑鬱と闘いながら作曲を行った。この際、スメタナはクラースノホルスカーのオリジナルのリブレットに少し変更を加えている。そして、9月に行われる初演のため、1878年8月4日にNové České Divadloへ総譜を送っている。その通しの作曲は、『ボヘミアのブランデンブルク人』や『リブシェ』が欠けていることを示している。混合曲の序曲は、合唱、デュエット、アリア、そしてアンサンブルの連続でありながら、その登場人物たちは、より多くの登場人物がいる『売られた花嫁』や『二人のやもめ』よりも、むしろ生活の中の感情や情景をより描写している。

## 上演史
このオペラは、初演後はスメタナが望んだほどの成功を収めなかった。スメタナの存命中は、10回程度の上演しかされなかったといわれ、その後は20年もの間、一度も上演されなかった。スメタナの死去から40年弱が経過した1922年になって、国民劇場の演目として復活した。
イギリス初上演は、1955年にJack Westrupの下、オックスフォードで行われた。また、1972年にはCamden Festivalにおいて、ヴィレム・タウスキーの指揮の下、上演された。

## 配役
| 役名                                                                                  | 声域         | 初演時のキャスト, 1878年9月18日 (指揮: アドルフ・チェフ) |
| ------------------------------------------------------------------------------------- | ------------ | -------------------------------------------------------- |
| Blaženka, Malinaの娘                                                                  | ソプラノ     | Marie Zofie Sittová                                      |
| Bonifác, ベテランの軍人                                                               | バス         | František Mareš                                          |
| Vít, 狙撃手, Kalinaの娘                                                               | テノール     | Antonín Vávra                                            |
| Kalina, 議員                                                                          | バリトン     | Josef Lev                                                |
| Panna Róza, Malinaの姉妹                                                              | コントラルト | Betty Fibichová                                          |
| Malina, 議員                                                                          | バス         | Karel Cech                                               |
| Skřivánek, 歌手                                                                       | テノール     | Adolf Krössing                                           |
| Jirka, 鳴鐘人                                                                         | テノール     | Jan Sára                                                 |
| Barnabášの幽霊                                                                        | バス         | Ferdinand Koubek                                         |
| 実業家                                                                                | バリトン     | Leopold Stopniockÿ                                       |
| 宿屋の主人                                                                            | ソプラノ     | Marzová                                                  |
| コーラス: 評議員達, 隣近所, 少年少女, 脱穀者, レンガ職人, 影と幽霊, バグパイプ演奏家. |              |                                                          |

## 梗概
20年前、議員を務めるKalinaは、Róza Malinovaに求婚した。しかし、彼女は、当時の彼が貧乏であることを理由にこの求婚を却下した。それから、Kalinaは同じぐらいの地位にいる女性と結婚した。Rózaはというと未だに未婚で、Kalinaの求婚を却下したことを後悔していた。
Kalinaは、同じく議員であるMalinaの家から街区を横切った所に、自宅を建てていた。彼は、妻に先立たれていたが、富を誇示していた。Kalinaは、息子のVitekが、彼の政敵でありRózaの兄弟である議員であるMalinaの娘と恋に落ちたことに気付いていなかった。Kalinaは、偶然、古文書と古地図を発見する。それらには、古代の修道士・Barnabášからの指示が書かれていた。つまり、Bezděz山の中に隠された宝をどのように見つけるかというものである。借金を背負っていたKalinaは、その修道士の指示に従うことに決める。しかし、彼の掘るトンネルは、Malinaの家の床下へと到達する。そこでは、彼の息子が、Blaženkaと結婚する決意をし、家を出る決意を話していた。
そして、Barnabášが示す、Kalinaが見つける宝が何かが明らかとなる。それは、昔の恋人であるRózaであった。そしてオペラは、二組の結婚式で、幸せの中、幕を閉じる。

## 録音
- 1982, Zdeněk Košler conductor, Prague National Theatre Orchestra and Chorus; Jaroslav Horáček, Václav Zítek, Věra Soukupová, Daniela Šounová, Leo Marian Vodička, Karel Průša, Oldřich Spisar, Bohuslav Maršík, Eva Hlobilová, Alfréd Hampel, Pavel Horáček
- 1958, Jaroslav Krombholc conductor. Prague National Theatre Orchestra and Chorus. Karel Kalaš, Přemysl Kočí, Štěpánka Štěpánová, Štefa Petrová, Ivo Žídek /Supraphon

## 参照
脚注
1. 1 2 3 4  Large B. Smetana's 'The Secret'. Musical Times, May 1972, 452-4.
2. ↑  The Secret performance history at amadeusonline.net

文献
- Warrack, John and West, Ewan, The Oxford Dictionary of Opera New York: OUP: 1992 ISBN 0-19-869164-5